# 下多尔戈夫斯基农村居民点
下多尔戈夫斯基农村居民点（俄语：Нижнедолговское сельское поселение）是俄罗斯联邦伏尔加格勒州涅哈耶夫斯卡亚区所属的一个农村居民点。其下辖有5个居民点，行政中心为下多尔戈夫斯基。据2016年统计，该农村居民点的人口为479人。